# 拉维尼 (马耶讷省)
拉维尼（法語：Ravigny，法語發音：[ʁaviɲi]）是法国马耶讷省的一个市镇，属于马耶讷区。

## 地理
拉维尼（48°26'50"N, 0°3'43"W）面积6.54 平方千米，位于法国卢瓦尔河地区大区马耶讷省，该省份为法国西北部内陆省份，北起芒什省和奧恩省，西接伊勒-维莱讷省，南至曼恩-卢瓦尔省，东临萨尔特省。
与拉维尼接壤的市镇（或旧市镇、城区）包括：尚弗雷蒙、圣皮埃尔德尼、拉费里耶尔博沙尔、冈德兰、萨尔通河畔圣但尼。

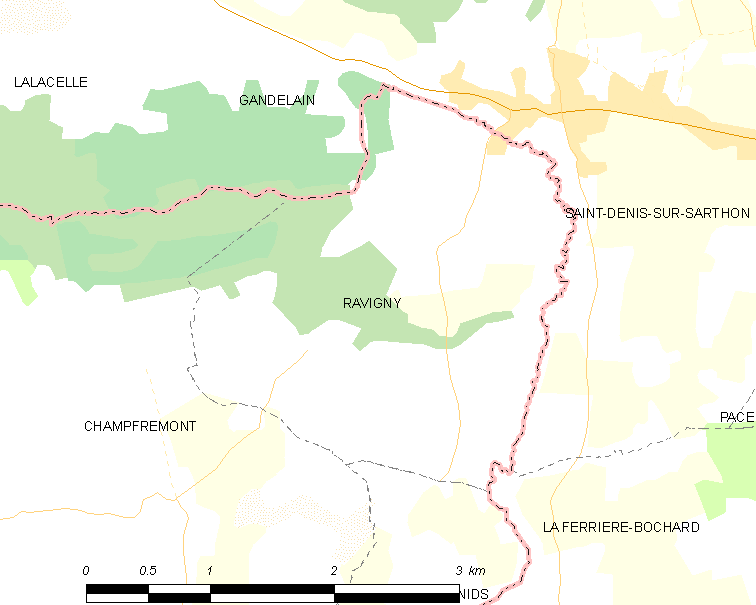
的OSM定位图

拉维尼的时区为UTC+01:00、UTC+02:00（夏令时）。

## 行政
拉维尼的邮政编码为53370，INSEE市镇编码为53187。

## 政治
拉维尼所属的省级选区为维莱讷拉瑞埃勒县。

## 人口

1962-2008年间人口变化图示

拉维尼于2022年1月1日时的人口数量为230人。